# NGC 210
NGC 210 es una galaxia espiral intermedia localizada en la constelación de Cetus.